# Xanthorhoe altarhaetica
Xanthorhoe altarhaetica là một loài bướm đêm trong họ Geometridae.